# Телепнев, Владимир Николаевич
Владимир Николаевич Телепнев (8 марта 1950, Радуша, Гомельская область — 18 декабря 2018, Минск) — советский и белорусский архитектор. Автор архитектурных проектов ряда станций Минского метрополитена. Почётный строитель Республики Беларусь. Член Белорусского союза архитекторов.

## Биография
Родился 8 марта 1950 года в д. Радуша Жлобинского района Гомельской области, Белорусская ССР. 
В 1972 году окончил архитектурный факультет факультет БПИ (сегодня — БНТУ). После учёбы шесть лет работал архитектором, затем старшим архитектором и руководителем группы в МФ «Союзмашпроект». 24 июля 1978 года перешёл на работу руководителем группы архитекторов в «Минскметропроект». 
В 1979 году вступил в Союз архитекторов СССР. Соавтор проектов 9 автодорожных тоннелей на Кавказе (Российская Федерация), составлявших объездной путь Сочи, олимпийской автодороги Адлер-Красная Поляна и ряда сооружений метрополитена в Москве, Челябинске, Казани, Варшаве и др. Среди основных работ оптический корпус механического завода им. Вавилова (1981), административно-бытовой корпус вагонного депо в Минске (1984). 
Один из главных создателей облика Минского метрополитена. Автор архитектурных проектов 13 построенных станций Минского метрополитена: Фрунзенская (год открытия 1990), Первомайская (1991), Молодёжная (1995), Автозаводская (1997), Могилёвская (2001), Спортивная, Кунцевщина (2005), Борисовский тракт, Уручье (2007), Грушевка, Михалово, Петровщина (2012), Малиновка (2014). Главный архитектор отдела Минскметропроект. Главный архитектор проекта первой очереди строящейся Третьей линии Минского метрополитена. Архитектор памятника первому министру путей сообщения Российской империи Павлу Мельникову в п. Шумилино (Белоруссия). 
Умер 18 декабря 2018 года после тяжелой продолжительной болезни.

## Награды
- Премия Совета Министров СССР
- Медаль «За трудовые заслуги».